# 博爾德 (科羅拉多州)
博爾德（英語：Boulder，/ˈboʊldər/），又譯圓石市，是美国科罗拉多州的一個城市，位於州府丹佛的西北部，是圓石郡的郡治。该市面積为65.7平方公里，2010年人口为97385人，是科罗拉多州第十一大城市。科羅拉多大學博爾德分校位於本市。
1871年11月4日設市。

## 人口
根據2010年人口普查，全市共有97385人，41302戶人家，人口密度為每平方公里1524.0人。住房共43479套，平均每平方公里1760.3套。種族分布為88%白人，0.9%黑人，0.4%印地安原住民，4.7%亞洲人，0.1％太平洋島群人，3.2%其他種族。2.6%擁有兩種以上的種族，8.7%為拉美種族人。
在41302戶人家中，19.1％有18歲以下的孩子，32.2%的戶主為已婚夫婦，5.5%有女性戶主且沒有丈夫，59.6%為非家庭。35.8％的人家為獨居，7.1%是65歲以上的獨居老人。平均每戶人家2.16人，平均家庭為2.84人。

## 姐妹城市
- 中华人民共和国拉薩市
- 日本山形市
- 杜尚別
- 墨西哥曼特城
- 尼加拉瓜哈拉帕
- 古巴雅特拉斯